# EU Andromedae
EU Andromedae är en kolstjärna belägen i den norra delen av stjärnbilden Andromeda. Den har en högsta skenbar magnitud av ca 10,7 och kräver ett teleskop för att kunna observeras. Baserat på parallax enligt Gaia Data Release 2 på ca 0,652 mas beräknas den befinna sig på ett avstånd av ca 5 000 ljusår (ca 1 500 parsec) från solen. Dess skenbara magnitud varierar oregelbundet mellan 10,7 och 11,8.

## Observation

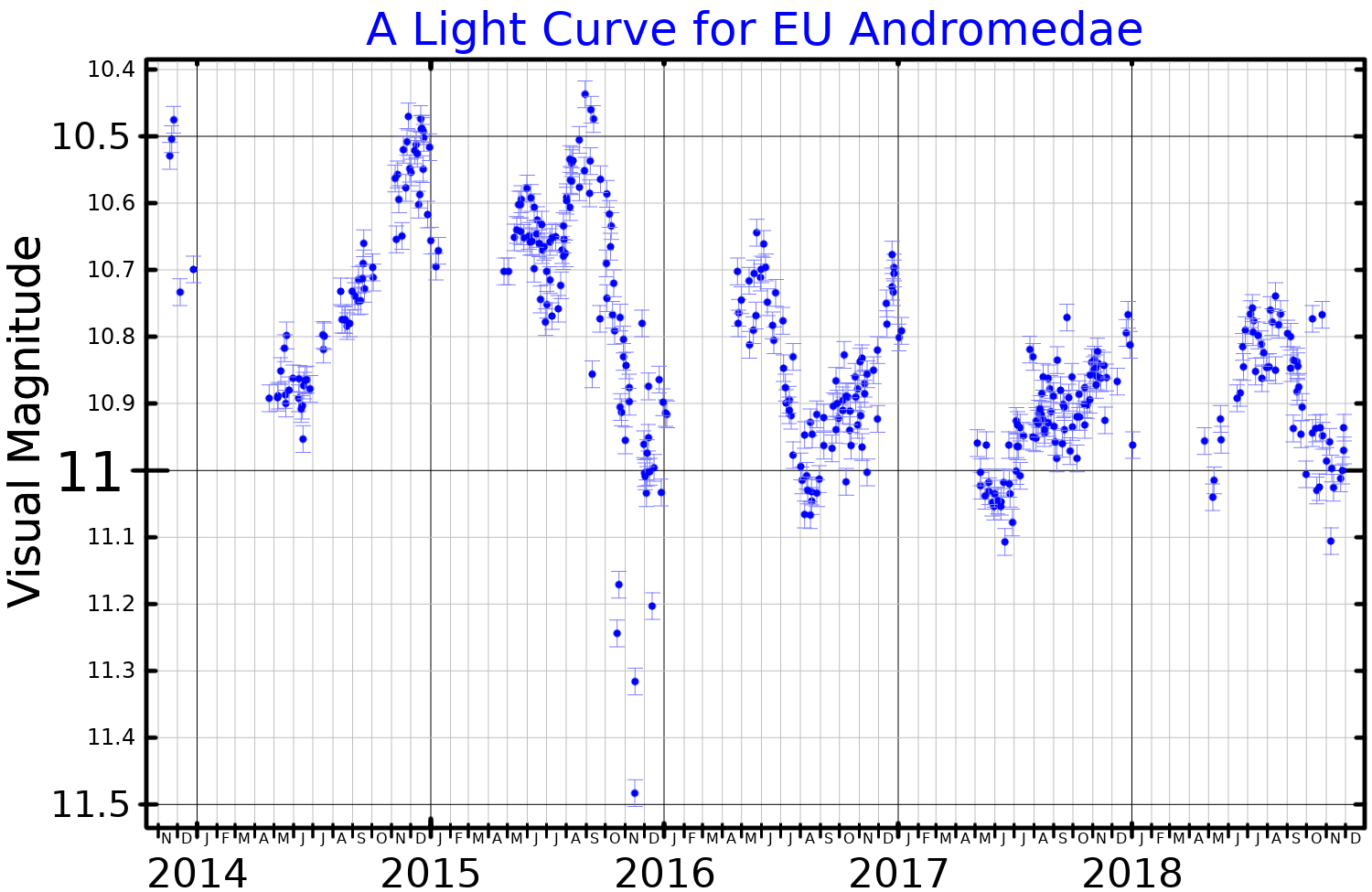
Ljuskurva i visuella bandet för EU Andromedae, anpassad från ASAS-SN-data

EU Andromedae rapporterades vara en kolstjärna av Oliver J. Lee et al. år 1947, baserat på objektiva prismaobservationer utförda som en del av en studie av svaga röda stjärnor vid Dearborn-observatoriet. År senare upptäcktes variabiliteten hos EU Andromedae av den franske amatörastronomen Roger Weber, som undersökte stjärnan på fotografiska plåtar som han och Giuliano Romano hade tagit från maj 1959 till oktober 1961. Weber tillkännagav upptäckten 1962 och noterade att det förmodligen var en långperiodisk variabel, men han kunde inte avgöra om det var en semi-regelbunden eller en Miravariabel. Den är nummer 149 i hans katalog. Det råder viss oenighet i litteraturen om vilken klass av variabel stjärna EU Andromedae tillhör, där vissa forskare listar den som en långsam irreguljär variabel, och andra listar den som en semi-regelbunden variabel.
Infraröda observationer av EU Andromedae visar närvaron av silikatkorn, vilket tyder på närvaro av ett syrerikt omgivande skal kring stjärnan, en kombination som kallas en silikatstjärna. Därefter detekterades en vattenmaser kring stjärna (och för första gången kring en kolstjärna), vilket bekräftar skalets existens. De senaste observationerna tyder på att masern har sitt ursprung i en omgivande skiva, sedd nästan från kanten, runt en osynlig följeslagare med en minsta massa på 0,5 solmassa. Koldioxid kring EU Andromedae har noterats för första gången i en silikatkolstjärna.

## Egenskaper
EU Andromedae ges som standardstjärnan för spektralklassen C-J5−. CJ-spektraltyper tilldelas stjärnor med starka isotopband av kolmolekyler, definierade som förhållandet mellan 12C till 13C är mindre än fyra. En mer komplett spektraltyp anger abundansindexen C25 j 3,5, vilka anger Swan-bandets styrka och isotopbandets förhållande. Den har en radie av ca 82 solradier och utsänder energi från dess fotosfär motsvarande ca  983 gånger solen vid en effektiv temperatur av ca 3 600 K.